# بخش وارن (شهرستان بلمونت، اوهایو)
بخش وارن (به انگلیسی: Warren Township) یک منطقهٔ مسکونی در ایالات متحده آمریکا است که در شهرستان بلمون، اوهایو واقع شده‌است.
 بخش وارن ۹۱٫۳ کیلومتر مربع مساحت و ۵٬۹۷۴ نفر جمعیت دارد و ۳۹۴ متر بالاتر از سطح دریا واقع شده‌است.